# Jajahan
Mit Jajahan wird ein politisches und administratives Konzept bezeichnet, das die Sultane von Brunei ab dem 17. Jahrhundert in denjenigen Territorien anwandten, die nicht direkt an Brunei angrenzten, aber die zu ihrer Einflusssphäre gehörten. In der Folge wurden die entlang der Flussläufe gelegenen abhängigen Gebiete selbst als Jajahan oder Sungei (mal. für Fluss) bezeichnet. Das Jajahan-System existierte bis in den Anfang des 20. Jahrhunderts.

## Geschichte
Das Jajahan-System wurde im frühen 17. Jahrhundert von Sultan Hassan eingeführt.
In den 70er und 80er Jahren des 18. Jahrhunderts befanden sich die von Brunei abhängigen Gebiete – Tempasuk, Tuaran, Menggatal, Mengkabong, Inanam, Api-Api, Putatan, Kawang, Panglat, Papar, Benoni, Kimanis, Bongawan, Membakut, Padas Klias und Padas Damit – an der Westküste der heutigen malaysischen Bundesstaaten Sabah und Sarawak. Jeder Jajahan bestand im Kern aus dem jeweiligen Fluss samt zugehörigen Tal oder Delta und war geographisch genau abgegrenzt.
Nach dem Verkauf oder Abtretung dieser Gebiete an die North Borneo Chartered Company hörte das Jajahan-System Anfang des 20. Jahrhunderts auf, zu existieren.

## Politischer Hintergrund
Unter dem Sultan als Souverän des Sultanats Brunei öffnete sich eine mehrstufige Machthierarchie, an deren Spitze die vier Minister des Staates standen. Diese Minister hielten den Titel Wazir und entstammten der königlichen Familie oder der Adelsschicht:
- Pengiran Pendahara (Oberster Minister)
- Pengiran Temenggung (Justiz und Verteidigung)
- Pengiran di-Gadong (Finanzen)
- Pengiran Pemanca (Diplomatische Angelegenheiten)

Die zweite Machtebene waren die Cetera. Der höchste unter ihnen war der Pengiran Syahbandar, ein Verwaltungsbeamter, der für den Handel zuständig war.
Die dritte Ebene der Hierarchie waren die Menteri. Sie waren einem höheren Verwaltungsbeamten oder einem Minister unterstellt und hatten entweder einen Posten in der Verwaltung der Hauptstadt inne oder wurden als Aufseher über die königlichen Apanagen bestellt.
Die unterste Stufe nahmen die Dorfältesten(ketua kampong) ein, die im Gegensatz zu allen anderen Offiziellen nicht von oberster Stelle ernannt wurden, sondern sich aus den Reihen der Dorfbewohner rekrutierten und lediglich von der Regierung bestätigt wurden.

## Jajahan-Kategorien
Die Jajahan ließen sich zwei grundlegenden Kategorien zuordnen: Offizielle Apanagen und persönlich verliehene, vererbbaren Gebiete. 

### Apanagen
Bei den Apanagen unterschied man wiederum in zwei Typen, die sungai kerajaan waren Apanagen des gerade regierenden Sultans während die sungai kuripan die Apanagen der vier höchsten Minister, der Wazire, waren. Die Erträge aus den Apanagen standen dementsprechend dem Sultan oder dem jeweiligen Wazir zu. Apanagen konnten weder vererbt noch veräußert werden.

### Tulin
Die persönlich verliehenen, vererbbaren Gebiete wurden sungai tulin oder auch pesaka genannt. Sie gehörten zum Privatbesitz des Sultans, eines Wazirs oder einem Adeligen (pengiran). Zwar besaß der Sultan über die tulin immer noch souveräne Rechte, sie wurden jedoch vom jeweiligen Eigentümer regiert, dem auch die Erträge aus den Territorien zustanden. Die einzigen Pflichten gegenüber dem Sultan waren die Umsetzung der zentralen Gesetze und Verordnungen des Sultanats sowie die Entrichtung einer allgemeinen Steuer an das Königshaus.
Im Gegensatz zu den Apanagen konnten die sungai tulin vererbt und veräußert werden. Der Verkauf an ausländische Gesellschaften bedurfte außerdem der Zustimmung des Sultans.